# Heliura aurantiaca
Heliura aurantiaca là một loài bướm đêm thuộc phân họ Arctiinae, họ Erebidae.